# Záchytný tábor Röszke
Záchytný tábor Röszke byl zřízen na začátku září 2015 v blízkosti města Röszke na jihu Maďarska. Slouží pro umístění a registraci uprchlíků a ekonomických migrantů, kteří nelegálně překročili maďarsko-srbskou hranici. Zřízení tábora bylo jednou ze součástí strategie maďarské vlády, jak se potýkat s Evropskou migrační krizí. 
Tábor tvoří stanové městečko, které vzniklo na zelené louce. Je obehnáno plotem s kamerovým systémem a hlídá jej policie; v noci je osvětleno. Jeho kapacita dosahuje dle informací maďarské policie až 1000 lidí. Tábor byl otevřen dne 5. září 2015 a jeho výstavba stála 38 milionů forintů. Rozloha tábora činí 10,5 ha a na jeho výstavbě pracovali maďarští vězni.
Uprchlíci a migranti, kteří překročí maďarskou hranici, jsou z místa překročení odváženi autobusy do tohoto záchytného tábora. Ti, kteří nesplní podmínky pro udělení azylu, by měli správně mít možnost odejít pouze zpět na území Srbska. Po registraci v táboře v Röszke jsou uprchlíci dále rozváženi autobusy do uprchlických táborů ve Vámosszabadi, Debrecenu a Bicske.

## Vzpoury
Již od počátku existence tábora dochází ke vzpourám a útěkům migrantů. Dne 7. září například prorazil dav uprchlíků po celodenních protestech policejní kordon a rozutekl se do blízkých polí i města Röszke.
V souvislosti s tím policie uzavřela hraniční přechod Horgoš–Röszke. Uprchlíci totiž obsadili dálnici M5 mezi výjezdem na Szeged a hraničním přechodem. Zmatečnou situaci způsobil také fakt, že přechod byl zavřen pouze z maďarské strany, zatímco srbská pohraniční policie i nadále odbavovala auta směrem do Maďarska. 
Nedlouho poté, co utečenci z tábora odešli, však začali jejich místa zaplňovat noví běženci, kteří překonávali jižní maďarskou hranici se Srbskem. Kapacita tábora tak byla na začátku září opětovně využívána. Příchod nových běženců dosáhl do té míry, že maďarské bezpečnostní složky nebyly schopné dostatečně rychle distribuovat v táboře potraviny. Dne 11. září 2015 byla zveřejněna nahrávka z tábora, na které maďarští policisté a lékaři házejí potraviny do davu.
Tábor po uzavření společné hranice mezi Srbskem a Maďarskem postupně všichni uprchlíci opustili. Dne 17. září byl nakonec zcela prázdný, přestala jej hlídat i policie. Stany byly ještě téhož dne rozmontovány a tábor tak postupně přestal existovat.